# Манасевич-Мануйлов Іван Федорович
Іван Федорович Манасевіч-Мануйлов (рос. Иван Фёдорович Манасевич-Мануйлов) (1869 або 1871—1918) — діяч російських спецслужб, журналіст, агент охоронного відділення, чиновник особливих доручень Департаменту поліції, надвірний радник.

## Біографія
Народився в родині єврея-чиновника, за чутками був позашлюбним сином князя Петра Мещерського, надалі користувався заступництвом свого передбачуваного брата впливового в урядових колах журналіста Володимира Мещерського. Існувала думка, що розмови про цю спорідненість слугували ширмою для гомосексуального зв'язку.
Після того, як його офіційний батько Манасевіч був засланий у Сибір за шахрайство, він був усиновлений сибірським купцем Мануйловим. Успадкувавши його стан, він повернувся в Петербург, де прийняв лютеранство, закінчив реальне училище і вступив на державну службу. Одночасно писав для столичних газет. З 1890 року — співробітник охоронного відділення, під час закордонних поїздок служив зв'язковим охорони і агентури в Парижі та Римі. Як журналіст був співробітником Рачковського.
У 1902—1903 роках — агент впливу в паризькій пресі, посередник між урядом Росії та французькими видавцями. Андрій Білий в мемуарах намалював інфернальні картини того, як «танцював вальс Манасевіч-Мануйлов з рогатими дияволами кабаре De l ' enfer», як «пускаючи вужами по кімнаті світські фрази і тихо зриваючи з акорди рояля, але гострі погляди кидаючи на нас» він намагався втертися в довіру до Мережковським.
«Всемилостивий государ імператор зволив зарахувати колезького асесора Івана Мануйлова до дворянського стану і просимо оному орден Св. князя Володимира.»
У 1904 разом з М. С. Комісаровим організував і очолив Відділення по розшуку про міжнародному шпигунстві у складі Департаменту поліції, що займався контррозвідкою всередині країни. Провів ряд успішних акцій, в тому числі протидії Японії під час російсько-японської війни і організації державних позик у Франції. Так, йому вдалося перехопити деякі листи Мотодзиро Акасі.
У листопаді-грудні 1905 року за дорученням графа С. Ю. Вітте вів переговори з колишнім священиком Георгієм Гапоном про відновлення закритого після 9 січня 1905 року «Зборів російських фабрично-заводських робітників Санкт-Петербурга». Від імені Вітте уклав з Гапоном угоду, згідно з якою Вітте обіцяв відновити відділи «Зборів» і відшкодувати збитки, а Гапон — агітувати у підтримку Маніфесту 17 жовтня і проти збройного повстання. Після вбивства Гапона, у квітні 1906 року, Манасевіч-Мануйлов першим оголосив у пресі обставини цього злочину.
Манасевич-Мануйлов був замішаний у різноманітних аферах: він був зміщений і звільнений у відставку у вересні 1906 року, при цьому уникнувши кримінального переслідування за велику розтрату. Маючи зв'язку з распутинским гуртком, він значною мірою сприяв призначень Б. В. Штюрмера на міністерські пости в 1916 році. На посаді керуючого канцелярією прем'єр-міністра (з лютого 1916), користуючись своїм становищем, він шантажував банки, вимагаючи хабарі. За роки війни Манасевич встиг «заробити» 300 тис. рублів. Був спійманий на місці злочину, коли директор Об'єднаного банку граф Татищев і міністр внутрішніх справ Хвостів видали йому хабар поміченими купюрами, причому після його арешту Хвостів стараннями Штюрмера був негайно зміщений з посади міністра.
У грудні 1916 року справа Манасевіча-Мануйлова, яке вже слухалася в суді з участю присяжних засідателів, за височайшим повелінням було несподівано і незаконно припинено міністром юстиції Добровольським, що було винятковим випадком у судовій практиці того часу.
Він був звільнений у лютому 1917 року. Після Жовтневої революції підробляв мандати Надзвичайної комісії і займався шантажем від її імені. У 1918 році (або в кінці 1917 р.) був арештований при спробі переходу кордону з Фінляндією за підробленими документами під виглядом іноземця (був випадково пізнаний  там же актрисою Надією Доренговской) і розстріляний. «Смерть він зустрів спокійно, від останньої цигарки відмовився».

## Сучасники про Мануйлова
«Журналіст за професією, авантюрист за покликанням… Манасевіч-Мануйлов переживав неправдоподібні пригоди, здійснював фантастичні афери, з казковою швидкістю розорявся і багатів і був снедаем лише однією пристрастю — до наживи» (М. Д. Бонч-Бруєвич). Французький посол у Петербурзі Моріс Палеолог бачив у Мануйлові «суміш Панурга, Казанови, Жиль Блаза і Видок».

## Мануйлов про самого себе
Одного разу журналіст Петро Пильский запитав Мануйлова, чому він служить в охоронному відділенні (справа була в кінці 1906 року):

«— Скажіть, — звернувся я до нього, — який сенс вам служити в охоронному відділенні? Ви так багаті самі, що…
— По-перше, не так і багатий. Ні від батька, ні від дружини я не отримав стільки, скільки завгодно кому-то про це поширювати чутки. Це перше. А по-друге, я думаю, що в даний момент історії потрібно бути одним з двох: або революціонером, або охоронцем.
— І ви вирішили стати другим?
— Так, звичайно. І хоча я зараз вже не на службі там, — я кинув її, — тим не менше, краще охорону, а не революцію. І саме тому, що на боці реакції та уряду завжди було більше розумних, ніж у революції.
— Ви думаєте?
— Я переконаний у цьому. Ну, кого революція може назвати, як свою гордість? Між тим, реакція у своїх лавах числила такі великі і рідкісні розуми, як гр. Д. Толстой, Побєдоносцев і Ковзанок, а зараз П. А. Столипін. І цей список можна було б збільшити вдвічі і втричі. У революції ж поки було лише двоє. Це — Желябов і Гершуні. Більше нікого»
Оригінальний текст (рос.)
«— Скажите, — обратился я к нему, — какой смысл вам служить в охранном отделении? Вы так богаты сами, что… 
— Во-первых, не так и богат. Ни от отца, ни от жены я не получил столько, сколько угодно кому-то об этом распространять слухи. Это первое. А во-вторых, я думаю, что в данный момент истории нужно быть одним из двух: или революционером, или охранником. 
— И вы решили стать вторым? 
— Да, конечно. И хотя я сейчас уже не на службе там, — я бросил её, — тем не менее, предпочту охрану, а не революцию. И именно потому, что на стороне реакции и правительства всегда было больше умных, чем у революции. 
— Вы думаете? 
— Я убеждён в этом. Ну, кого революция может назвать, как свою гордость? Между тем, реакция в своих рядах числила такие большие и редкие умы, как гр. Д. Толстой, Победоносцев и Катков, а сейчас П. А. Столыпин. И этот список можно было бы увеличить вдвое и втрое. У революции же пока было только двое. Это — Желябов и Гершуни. Больше никого»
.